# Eupithecia infelix
Eupithecia infelix es una especie de polilla de la familia Geometridae. La especie fue descrita por primera vez por Louis Beethoven Prout habiendo sido descrita en 1917, con distribución en Sudáfrica. El holotipo de la especie fue descrita en los alrededores de Pretoria. Es una especie con marcas muy oscuras, aunque menos que Eupithecia celatisigna de la misma región y con la que tiene muchas característica en común.
La polilla se ha descrito en Ciudad del Cabo, la provincia de Limpopo y la provincia del Cabo y Songea a una altitud de 1500 metros (4921,3 pies).

## Descripción
Es una polilla pequeña, con una envergadura de 22 a 23 milímetros (0,9 a 0,9 plg). La cabeza y el cuerpo por encima son color gris oscuro, con el abdomen mezclado con negro. El cuerpo y las alas son de color marrón cobrizo, con matices variables de marrón más oscuro en las alas.
La cara cuenta con un marcado matiz rojo, la parte inferior del cuerpo y patas son de color marrón claro. Los palpos cuentan con escamas ásperas, pálidos en la base, por lo demás mezclados con negro en el lado exterior. La ciliación antenal es diminuta con crestas abdominales pequeñas, cada una sucedida por un pequeño punto pálido.

### Alas
Las alas anteriores son alargadas, extendidas y separadas del abdomen y el ápice no muy agudo. La parte final del ala o termen es fuertemente oblicuo, ligeramente curvado, color marrón pálido con un ligero tinte rojizo y con diminutas pero abundantes irritaciones color gris oscuro.: Notas 1  Tiene una distintiva mancha celular negra algo alargada, ligeramente oblicua hacia afuera y rodeado por un clásico anillo blanco y renegridos oscuros más allá del disco en la mayoría de los especímenes. Las alas posteriores son de color marrón liso con una débil mancha discoide.
La costa es la vena del brode principal del ala y cuenta con manchas negras irregulares, las más prominentes ubicadas en los límites proximal y distal del área media de la vena con algunas rayas negras cortas en M a nivel del área media,: Notas 1  en SM casi en toda su extensión y ligeramente en algunas de las otras venas distalmente. La vena postmediana es algo oblicua hacia adentro en la costa.
Las alas posteriores son también alargadas, pero con el ápice casi redondeado y algo más pálidas que las alas anteriores, con el segmento proximal, así como la parte inferior del ala, menos teñidas de rojizo. Los puntos celulares son negros, no alargados. La línea subterminal es obsoleta, excepto por una mancha subtornal redondeada, mientras que la línea terminal es débil. La parte inferior del ala cuenta con líneas moderadamente fuertes en el margen costal del ala anterior, la postmediana generalmente trazable en toda la extensión del ala. Ambas alas cuentan con un punto celular e indicaciones de una mancha subtornal pálida.

## Ciclo de vida
Las orugas son de color marrón claro a oscuro con marcas laterales pálidas distintivas. Las orugas son polífagas en varias plantas bajas de crecimiento en el sotobosque, incluidos los helechos. Es una especie Multivoltina, los adultos se observan durante todo el año. El hábitat consiste en bosques y arbustos de dosel arbóreo cerrado, incluidos jardines. Ampliamente distribuido en la provincia del Cabo Occidental, Sudáfrica y al norte de Tanzania.